# María Isabel del Palatinado-Zweibrücken
María Isabel del Palatinado-Zweibrücken (Dos Puentes, 7 de noviembre de 1581-18 de agosto de 1637) fue una noble alemana.

## Vida
Primogénita del conde palatino y duque Juan I del Palatinado-Zweibrücken y de Magdalena de Cléveris. Sus abuelos paternos era el conde palatino y duque Wolfgang del Palatinado-Zweibrücken y Ana de Hesse. Sus abuelos maternos fueron el duque Guillermo V el Rico de Jülich, Cléveris y Berg y de la archiduquesa austriaca María de Habsburgo.

### Matrimonio e hijos
Se casó el 17 de mayo de 1601 en Dos Puentes, con el condé palatino Jorge Gustavo del Palatinado-Veldenz (1592-1634). Sus descendientes fueron:
- Ana Magdalena (1602-1630) - La esposa de Henry Podiebrad (1592-1639) y Duque de Oels Ziebice.
- Juan Federico (1604-1632).
- Jorge Gustavo (1605).
- Elizabeth (1607-1608).
- Carlos Luis (1609-1631).
- Wolfgang Wilhelm (1610-1611).
- Sofía Sibylla (1612-1616).
- María Isabel (1616-1649).
- María Amalia (1621-1622).
- Sofía Magdalena (1622-1691).
- Leopoldo Luis (1625-1694) - Condé Palatino y Príncipe Palatino-Veldenz.